# Hoofdklasse schaken 1950/51
In het Hoofdklasse-seizoen 1950/51 werd gestreden door acht teams van schaakverenigingen om het landskampioenschap van Nederland. Schaakclub Max Euwe uit Amsterdam met Theo van Scheltinga aan bord 1 werd voor de eerste en enige keer in haar geschiedenis landskampioen.

## Geschiedenis
Voorheen bestond de Hoofdklasse uit verschillende regionale divisies. De winnaars van die divisies kwamen tegen elkaar uit in een play-off om het landskampioenschap. Op de bondsvergadering van de Schaakbond van 5 maart 1949 werd besloten om de Hoofdklasse om te vormen tot één divisie van acht tientallen, met daaronder twee parallelle divisies (Eerste klasse A en Eerste klasse B).
Het seizoen 1950/51 was het eerste seizoen waarin deze nieuwe competitievorm intrede deed. De top-2 van elke groep in het seizoen 1949/50 werd ingedeeld in deze nieuwe hoofdklasse. De overige teams daalden af naar de Eerste of Tweede klasse.
Schaakclub Max Euwe speelde haar laatste wedstrijd op 11 maart 1951 bij Schaakclub Utrecht. Bij een 3-5 stand moesten twee partijen worden afgebroken, waarna arbitrage de beslissing moest brengen. Zouden beide partijen in het voordeel van Utrecht worden beslecht, dan zou de wedstrijd in 5-5 eindigen en zou het VAS landskampioen worden. Na arbitrage werd de uitslag bepaalde op 4-6 in het voordeel van S.C. Max Euwe. Schaakclub Utrecht had daarna protest aangetekend tegen arbitraire beslissingen in twee afgebroken partijen in de wedstrijd tegen S.C. Max Euwe, maar trok dit protest in. Daarmee werd het kampioenschap voor S.C. Max Euwe definitief.
Philidor (Leeuwarden) en het tweede team van de Eindhovense schaakvereniging degradeerden.
Na afloop van de competitie vond er nog een herarbitrage plaats van een partij uit de wedstrijd Spangen - Eindhoven I die aanvankelijk in 5-5 was geëindigd. Na herarbitrage werd de partij alsnog gewijzigd in een overwinning voor Eindhoven, die daarmee 5½-4½ won.

## Eindstand en kruistabel[7]
| # | Team         | MP | BP  | 1  | 2  | 3  | 4  | 5  | 6  | 7  | 8  |
| - | ------------ | -- | --- | -- | -- | -- | -- | -- | -- | -- | -- |
| 1 | Max Euwe     | 11 | 41  | -- | 6  | 5  | 6  | 5  | 5  | 6½ | 7½ |
| 2 | VAS          | 10 | 41½ | 4  | -- | 3½ | 6½ | 7  | 6½ | 5½ | 8½ |
| 3 | ASC          | 10 | 40½ | 5  | 6½ | -- | 5½ | 3½ | 5  | 8  | 7  |
| 4 | Utrecht      | 8  | 40  | 4  | 3½ | 4½ | -- | 7  | 5½ | 7  | 8½ |
| 5 | Eindhoven I  | 8  | 35  | 5  | 3  | 6½ | 3  | -- | 5  | 6½ | 6  |
| 6 | Spangen      | 5  | 33½ | 5  | 3½ | 5  | 4½ | 5  | -- | 4½ | 6  |
| 7 | Philidor     | 3  | 27  | 3½ | 4½ | 2  | 3  | 3½ | 5½ | -- | 5  |
| 8 | Eindhoven II | 1  | 21½ | 2½ | 1½ | 3  | 1½ | 4  | 4  | 5  | -- |

#### Legenda
|  | Landskampioen |
|  | Degradant     |

Eerste klasse

1920/21 · 1921/22 · 1922/23 · 1923/24 · 1924/25 · 1925/26 · 1926/27 · 1927/28 · 1928/29 · 1929/30 · 1930/31 · 1931/32 · 1932/33 · 1933/34 · 1934/35 · 1935/36 · 1936/37 · 1937/38 · 1938/39 · 1939/40 · 1940/41 · 1941/42
Hoofdklasse

1942/43 · 1943/44 · 1944/45 · 1945/46 · 1946/47 · 1947/48 · 
1948/49 · 1949/50 · 1950/51 · 1951/52 · 1952/53 · 1953/54 · 1954/55 · 1955/56 · 1956/57 · 1957/58 · 1958/59 · 1959/60 · 1960/61 · 1961/62 · 1962/63 · 1963/64 · 1964/65 · 1965/66 · 1966/67 · 1967/68 · 1968/69 · 1969/70 · 1970/71 · 1971/72 · 1972/73 · 1973/74 · 1974/75 · 1975/76 · 1976/77 · 1977/78 · 1978/79 · 1979/80 · 1980/81 · 1981/82 · 1982/83 · 1983/84 · 1984/85 · 1985/86 · 1986/87 · 1987/88 · 1988/89 · 1990/91 · 1991/92 · 1992/93 · 1993/94 · 1994/95 · 1995/96
Meesterklasse

1996/97 · 1997/98 · 1998/99 · 1999/00 · 2000/01 · 2001/02 · 2002/03 · 2003/04 · 2004/05 · 2005/06 · 2006/07 · 2007/08 · 2008/09 · 2009/10 · 2010/11 · 2011/12 · 2012/13 · 2013/14 · 2014/15 · 2015/16 · 2016/17 · 2017/18· 2018/19 · 2019/20 · 2020/21 · 2021/22 · 2022/23 · 2023/24 · 2024/25